# 9/11 p.m. Town Hall
Pour les articles homonymes, voir Hall.
9/11 p.m. Town Hall est un album de Daniel Humair, Michel Portal, Martial Solal, Joachim Kühn, Jean-François Jenny-Clark et Marc Ducret, enregistré le 29 juin 1988 au Town Hall JVC Jazz Festival à New York, produit par Musique Française d'Aujourd'hui pour Label Bleu (LBLC 6517).
Le batteur Daniel Humair peut être considéré comme le leader de ce groupe « all-stars ».
Le Medley de Martial Solal débute par Here's That Rainy Day, et incorpore Things Ain't What They Used to Be ou A Night in Tunisia.

## Liste des pistes
| No | Titre | Musique | Durée |
| -- | --- | --- | ----- |
| 1. | From time to time free (trio Kühn) | Joachim Kühn | 6:32  |
| 2. | Easy to read (trio Kühn) | Joachim Kühn | 6:58  |
| 3. | Medley: Here's that rainy day ; Things ain't what they used to be ; Ah ! non ; 'Round Midnight ; Autumn in New York ; All the Things You Are ; Night in Tunisia (Martial Solal en piano solo) | Jimmy Van Heusen ; Mercer Ellington ; Charles-Louis Hanon/Martial Solal ; Thelonious Monk ; Vernon Duke ; Jerome Kern ; Dizzy Gillespie | 13:26 |
| 4. | Aigue-marine ; Coming yesterday (trio Solal) | Martial Solal | 9:28  |
| 5. | Pastor | Michel Portal | 12:23 |
| 6. | Alto blues | Michel Portal | 19:26 |
| 7. | Changement | Joachim Kühn | 7:30  |

## Musiciens
- Michel Portal : clarinette
- Daniel Humair : batterie
- Jean-François Jenny-Clark : contrebasse
- Martial Solal : piano
- Joachim Kühn : piano
- Marc Ducret : guitare